# Taterillus gracilis
Taterillus gracilis is een zoogdier uit de familie van de Muridae. De wetenschappelijke naam van de soort werd voor het eerst geldig gepubliceerd door Thomas in 1892.